# Mirachlaenius
Mirachlaenius is een geslacht van kevers uit de familie van de loopkevers (Carabidae). De wetenschappelijke naam van het geslacht is voor het eerst geldig gepubliceerd in 2011 door Facchini.

## Soorten
Het geslacht Mirachlaenius is monotypisch en omvat slechts de volgende soort:
- Mirachlaenius barbarae Facchini, 2011